# Сучасні медіасистеми: три моделі відносин ЗМІ та політики
«Суча́сні медіасисте́ми: три моде́лі відно́син ЗМІ та полі́тики» — книга про дослідження сучасних ЗМІ та їхнього функціонування в суспільстві Comparing Media Systems: Three Models of Media and Politics (Communication, Society and Politics).
Бібліографічні дані українського видання:
- Галлін Деніел С., Манчіні Паоло. Сучасні медіасистеми: три моделі відносин ЗМІ та політики / Переклад з англ. О. Насика. — К.: Наука, 2008. — 320 с.

Видання посіло друге місце в номінації «Обрії — Спеціальна література» Х Всеукраїнського рейтингу «Книжка року 2008». Видання підтримали Британська рада та Міжнародний фонд "Відродження".
«Сучасні медіасистеми» відзначено американською Книжковою премією Голдсміта (2005), яка видається за значний внесок у «поліпшення державного управління через дослідження відносин між пресою, політикою і державою»
У книжці на матеріалі 18 західноєвропейських і північноамериканських демократій аналізуються схожості і відмінності їхніх медіасистем, політичних, соціальних та економічних чинників, що визначають їх розвиток. Виділяються три головні моделі розвитку ЗМІ у демократичних країнах, пояснюється, яку роль вони відіграють у політичному і соціальному житті, досліджуються особливо актуальні в сучасному українському контексті питання взаємодії ЗМІ і політики, проблеми політичної комунікації у демократичних державах, організації громадського мовлення. Книжка є першим порівняльним дослідженням сучасних медіасистем на широкому фактичному матеріалі і вже здобула визнання фахівців як гідний наступник класичної праці Сіберта, Пітерсона і Шрамма «Чотири теорії преси».
Галлін і Манчіні аналізують медіасистеми за чотирма основними параметрами, що стосуються економічних і політичних аспектів діяльності ЗМІ:
1. ступінь розвитку медіаринків і розвитку масової преси;
2. політичний паралелізм — зв'язок між медіа і політичними партіями та групами, ступінь відображення у ЗМІ ліній соціального і політичного поділу в суспільствах;
3. ступінь професіоналізації ЗМІ у сенсі розвитку автономної професійної медіаспільноти;
4. зв'язок медісистеми з державою та ступінь втручання держави у діяльність засобів масової інформації.

Як відзначають автори «Сучасних медіасистем», за зразком економічних і соціологічних студій, всі чотири параметри можна наповнити конкретним кількісним змістом.
На основі чотирьох параметрів автори виділяють три головні моделі взаємозв'язків між медіасистемами і соціально-політичними системами.
1. Модель поляризованого плюралізму, що розвинулася у Середземноморському регіоні (Іспанія, Італія, Греція, Португалія), відзначається низьким рівнем тиражів газет і професіоналізації медіаспільноти та високим рівнем політичного паралелізму (ступеня пов'язаності ЗМІ з політичними партіями та фінансово-промисловими групами, в тому числі регіональними).
2. Демократична корпоративістська модель, притаманна переважно країнам Північної та Центральної Європи (Німеччина, Австрія, Швейцарія, Бельгія, Голландія, Данія, Фінляндія, Норвегія, Швеція), характеризується високими рівнями усіх чотирьох виділених параметрів — розвитку масової преси, політичного паралелізму, журналістської професіоналізації та втручання держави у діяльність ЗМІ.
3. Ліберальна, притаманна кільком державам Північно-Атлантичного регіону (США, Канада, Велика Британія, Ірландія), відзначається середнім рівнем тиражів масових газет, низьким рівнем політичного паралелізму (за винятком Великої Британії) і державного втручання та високим ступенем розвитку професіоналізації медіаспільноти.

У своїх узагальненнях автори «Сучасних медіасистем» спираються на великий масив емпіричних даних з усіх висвітлених у їх дослідженні регіонів світу, що дає підстави погодитися з тими, хто відзначає належну фактичну обґрунтованість концепцій Галліна і Манчіні. У деяких випадках автори відзначають брак фактичних даних стосовно окремих країн і вказують на потребу у подальших як емпіричних, так і теоретичних дослідженнях.
Видання, разом з курсом «Сучасні медіасистеми та політичні комунікації», адресоване викладачам та студентам журналістських спеціальностей, політологам, соціологам, а також усім, хто прагне скласти адекватне уявлення про історію та сучасний стан засобів масової інформації у демократичних країнах.

## Виноски
1. ↑  Курс «Сучасні медіасистеми та політичні комунікації» на відкритому освітньому ресурсі [Архівовано 6 березня 2009 у Wayback Machine.] Connexions
2. ↑  Курс «Сучасні медіасистеми та політичні комунікації»[недоступне посилання]